# Monaj
Monaj község Borsod-Abaúj-Zemplén vármegyében – az egykori Abaúj-Torna vármegye abaúji részében –, a Szikszói járásban.

## Fekvése
A Cserehát középső részében helyezkedik el, Szikszótól 15 kilométerre északra, a megyeszékhely Miskolctól közúton kb. 32 kilométerre északkeletre.
A közvetlenül határos települések: észak felől Selyeb (5 km), kelet felől Rásonysápberencs, délkelet felől Léh, dél felől Homrogd (kb. 4 km), délnyugat felől Hangács, nyugat felől Tomor (kb. 8 km), északnyugat felől pedig Kupa (kb. 5 km). A legközelebbi város Szikszó.

### Megközelítése
Csak közúton érhető el, Szikszó-Alsóvadász-Homrogd érintésével, vagy északi szomszédai, Abaújszolnok-Selyeb érintésével, a 2622-es úton. Utóbbiból a déli határszéle közelében két csereháti völgybe és az ott fekvő kistelepülések felé is le lehet térni: Tomor-Lak felé a 2616-os, Kupa-Felsővadász felé pedig a 2621-es útra. Keleti és nyugati szomszédaival nincs közúti összeköttetése.

## Története
A Cserehát közepén fekvő Monaj immáron 750 éves múltra tekinthet vissza. A települést először 1256-ban említik, a jászói apátság birtokaként. Abban az időben jelentős bortermelő helyként tartották számon.
A török hódoltság alatt a környékbeli településekhez hasonlóan Monaj is elnéptelenedett és elpusztult. Később, az 1700-as években a Vitéz család telepítette be római katolikus magyarokkal és görögkatolikus ruténekkel.
1750-ben Tiszta Pál kapott adományt Mária Teréziától Abaújszolnok, Monaj és Selyeb községekben.
1763-ban Eszterházy Károly egri püspök engedélyezte a Tiszta család számára, hogy a temetőnek szánt területen kápolnát emeljen. A kis kápolnát sokáig templomként használták, köréje építették a házakat. Később a falu lejjebb húzódott, dél felé. 1935-ben a kápolnát elbontották, de köveit, épületfáját és berendezéseit átmentették a falu közepén emelt új templomba.
Monajon feljegyzések szerint már az 1890-es években működött egy katolikus elemi iskola, amely tanteremből és előszobából állt. Az új iskolát 1932-ben építették, tanítói lakással együtt. Az iskola az 1978–79-es tanévig működött: ekkor – a tanulói létszám lecsökkenése miatt – bezárták, s a monaji gyerekek azóta Homrogdra járnak. Az egykori iskolaépületben ma családsegítő központ működik.
Nevét a falu valószínűleg a rajta átfolyó Monay patakról kapta, amelyet ma Selyebi-Vadász-pataknak hívnak, és amelyen egykor talán malom működött.
A falu határában lévő Kenditanya és a belőle kialakított termelőszövetkezet hosszú időn át a környékbeli állattenyésztés egyik központja volt. Az itt álló hidroglóbusz a falu vízellátását biztosítja.

## Közélete

### Polgármesterei
- 1990–1994: Taskó László (független)[4]
- 1994–1998: Taskó László (független)[5]
- 1998–2002: Taskó László (független)[6]
- 2002–2006: Taskó László (független)[7]
- 2006–2010: Taskó László (független)[8]
- 2010–2014: Taskó László (független)[9]
- 2014–2019: Taskó László (független)[10]
- 2019–2024: Taskó László (független)[11]
- 2024– : Taskó László (független)[1]

## Népesség
A falu lélekszáma 1910-ben 454, 1995-ben 232, 2015-ben 243 volt.
A település népességének változása:
| Lakosok száma | 223  | 232  | 243  | 261  | 250  | 249  | 242  |
|               | 2013 | 2014 | 2015 | 2021 | 2022 | 2023 | 2024 |

A 2001-es népszámlálás adatai szerint a településnek csak magyar lakossága volt.
A 2011-es népszámlálás során a lakosok 100%-a magyarnak, 14% cigánynak mondta magát (a kettős identitások miatt a végösszeg nagyobb lehet 100%-nál). A vallási megoszlás a következő volt: római katolikus 62,3%, református 4,4%, görögkatolikus 19,3%, evangélikus 0,9%, felekezeten kívüli 4,8% (6,6% nem válaszolt).
2022-ben a lakosság 92%-a vallotta magát magyarnak, 22,4% cigánynak, 0,8% szlováknak, 0,4% németnek (7,6% nem nyilatkozott; a kettős identitások miatt a végösszeg nagyobb lehet 100%-nál). Vallásuk szerint 46,8% volt római katolikus, 6% református, 15,6% görög katolikus, 0,4% egyéb keresztény, 9,6% felekezeten kívüli (21,6% nem válaszolt).

## Látnivalók
- Római katolikus templom. A mai egyház nem túl régi (70 éves), de a falait alkotó kövek és téglák már több mint 240 évesek. Legrégebbi berendezései még a Tiszta-kápolnából valók, így az oltárkép, mely Szent Annát ábrázolja a gyermek Máriával, néhány pad, valamint Szent Antal szobra. Az oltárkép sok időt megélt már, de színei ma is gyönyörűek. A templom falát 1979 óta freskók díszítik. A toronyban két bronzharang van.
- A Vitéz család kriptája. A régi temetőnek az út felőli részén találjuk Vitéz János és hitvese nyughelyét. A sírkamrát a világháborúk idején feldúlták, bunkerként használták, azóta üresen áll.
- Karácsonykor zenélő betlehem a templomkertben.